# 連邦結成の父祖

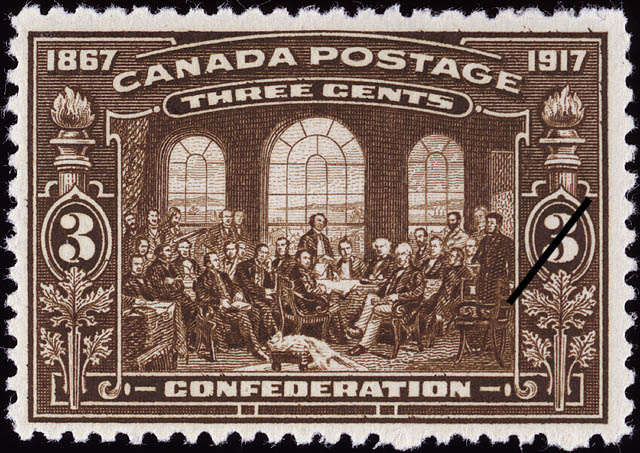
1917年に発行された、カナダの3セント切手。原画は、ロバート・ハリスの1884年の絵画「連邦結成の父祖 (Fathers of Confederation)」。

連邦結成の父祖（れんぽうけっせいのふそ、英語: Fathers of Confederation）は、カナダ連邦の結成に先んじて行われたシャーロットタウン会議（参加者23名）、ケベック会議（参加者33名）、イングランドで開催されたロンドン会議（カナダ側参加者16名）のいずれか一つ以上に参加した、36名の人々の総称。下に掲げるリストは、シャーロットタウン会議、ケベック会議、ロンドン会議の参加者の一覧であり、各会議の出欠状況を示している。
ヴィクトリア女王は、「連邦結成の母 (Mother of Confederation)」と称された。連邦の結成における女王の役割は、ビクトリア女王誕生日が祝日とされていように、カナダでは広く認知されている。
上記のほか、さらに4人の人物が「連邦結成の父祖」に加えられてきた。シャーロットタウン会議の記録係であったヒューイット・バーナードは、一部の論者たちによって連邦結成の父祖の一人と見なされている。1867年より後に、連邦に参加した3地域それぞれの指導者たちも、連邦結成の父祖として言及されることがある。ルイ・リエルが設立した臨時政府は、最終的にはマニトバ州として1870年に連邦に加わった。また、アモール・デ・コスモスは、ブリティッシュコロンビアに民主主義をもたらし、また、1871年にこの地域が連邦に参加する上で、重要な役割を果たした。ニューファンドランド島がカナダ連邦に加わったのは1949年であるが、その指導者ジョーイ・スモールウッドは、その当時「ただ一人の生きている「連邦結成の父祖」 (only living Father of Confederation)」と称された。

## 3会議の参加者たち
| 参加者                                   | 肖像 | 地域（現行の州）                   | シャーロットタウン | ケベック | ロンドン |
| ---------------------------------------- | ---- | ---------------------------------- | ------------------ | -------- | -------- |
| サー・アダムス・ジョージ・アーチボルド   |      | ノバスコシア                       | Yes                | Yes      | Yes      |
| ジョージ・ブラウン                       |      | オンタリオ                         | Yes                | Yes      | No       |
| サー・アレキサンダー・キャンベル         |      | オンタリオ                         | Yes                | Yes      | No       |
| サー・フレデリック・カーター             |      | ニューファンドランド・ラブラドール | No                 | Yes      | No       |
| サー・ジョルジュ・エティエン＝カルティエ |      | ケベック                           | Yes                | Yes      | Yes      |
| エドワード・バーロン・チャンドラー       |      | ニューブランズウィック             | Yes                | Yes      | No       |
| ジャン＝シャルル・シャペ                 |      | ケベック                           | No                 | Yes      | No       |
| ジェームズ・コックバーン                 |      | オンタリオ                         | No                 | Yes      | No       |
| ジョージ・コールズ                       |      | プリンスエドワードアイランド       | Yes                | Yes      | No       |
| ロバート・B・ディッキー                  |      | ノバスコシア                       | Yes                | Yes      | No       |
| チャールズ・フィッシャー                 |      | ニューブランズウィック             | No                 | Yes      | Yes      |
| サー・アレクサンダー・ティロック・ガルト |      | ケベック                           | Yes                | Yes      | Yes      |
| ジョン・ハミルトン・グレイ               |      | プリンスエドワードアイランド       | Yes                | Yes      | No       |
| ジョン・ハミルトン・グレイ               |      | ニューブランズウィック             | Yes                | Yes      | No       |
| トマス・ヒース・ハヴィランド             |      | プリンスエドワードアイランド       | No                 | Yes      | No       |
| ウィリアム・アレキサンダー・ヘンリー     |      | ノバスコシア                       | Yes                | Yes      | Yes      |
| サー・ウィリアム・ピアース・ハウランド   |      | オンタリオ                         | No                 | No       | Yes      |
| ジョン・マーサー・ジョンソン             |      | ニューブランズウィック             | Yes                | Yes      | Yes      |
| サー・エクトル＝ルイ・ランゲヴァン       |      | ケベック                           | Yes                | Yes      | Yes      |
| アンドリュー・アーチボルド・マクドナルド |      | プリンスエドワードアイランド       | Yes                | Yes      | No       |
| サー・ジョン・A・マクドナルド            |      | オンタリオ                         | Yes                | Yes      | Yes      |
| ジョナサン・マッカリー                   |      | ノバスコシア                       | Yes                | Yes      | Yes      |
| ウィリアム・マクドゥーガル               |      | オンタリオ                         | Yes                | Yes      | Yes      |
| トマス・ダーシー・マギー                 |      | ケベック                           | Yes                | Yes      | No       |
| ピーター・ミッチェル                     |      | ニューブランズウィック             | No                 | Yes      | Yes      |
| サー・オリヴァー・モワット               |      | オンタリオ                         | No                 | Yes      | No       |
| エドワード・パーマー                     |      | プリンスエドワードアイランド       | Yes                | Yes      | No       |
| ウィリアム・ヘンリー・ポープ             |      | プリンスエドワードアイランド       | Yes                | Yes      | No       |
| ジョン・ウィリアム・リッチー             |      | ノバスコシア                       | No                 | No       | Yes      |
| サー・アンンブローズ・シア               |      | ニューファンドランド・ラブラドール | No                 | Yes      | No       |
| ウィリアム・H・スティーヴス              |      | ニューブランズウィック             | Yes                | Yes      | No       |
| サー・エティエン＝パシャル・タシェ       |      | ケベック                           | No                 | Yes      | No       |
| サー・サミュエル・レナード・ティリー     |      | ニューブランズウィック             | Yes                | Yes      | Yes      |
| サー・チャールズ・タッパー               |      | ノバスコシア                       | Yes                | Yes      | Yes      |
| エドワード・ウェラン                     |      | プリンスエドワードアイランド       | No                 | Yes      | No       |
| ロバート・ダンカン・ウィルモット         |      | ニューブランズウィック             | No                 | No       | Yes      |

## 歴史的写真
- シャーロットタウン会議のためにプリンスエドワード島のガバメント・ハウス（英語版）の正面階段に集まった、カナダ各地の自治政府の代表者たち。ジョージ・P・ロバーツ (George P. Roberts) により、1864年9月11日に撮影。
- ケベック会議に集まったカナダ各地の自治政府の代表者たち。ジュール・I・リヴェルノワ (Jules I. Livernois) により、1864年10月27日に撮影。

## 関連文献
- Careless, J.M.C. "George Brown and Confederation," Manitoba Historical Society Transactions, Series 3, Number 26, 1969-70 online
- Coucill, Irma (2005). Canada's Prime Ministers, Governors General and Fathers of Confederation. Pembroke Publishers. ISBN 1-55138-185-0